# Melanofor
Melanofory (z gr. melas, melanos - czarny + phoreo - nosić) – chromatofory znajdujące się w skórze właściwej, zawierające ciemny barwnik - melaninę, wytworzony przez melanocyty naskórka. Melanofory są fibroblastami wypełnionymi na drodze endocytozy ziarnami melaniny. Dają się hodować in vitro. Melanofory występujące w skórze kijanek zawierają melanopsynę.